# Kulula.com

Карта маршрутної мережі авіакомпанії kulula.com станом на листопад 2009 року

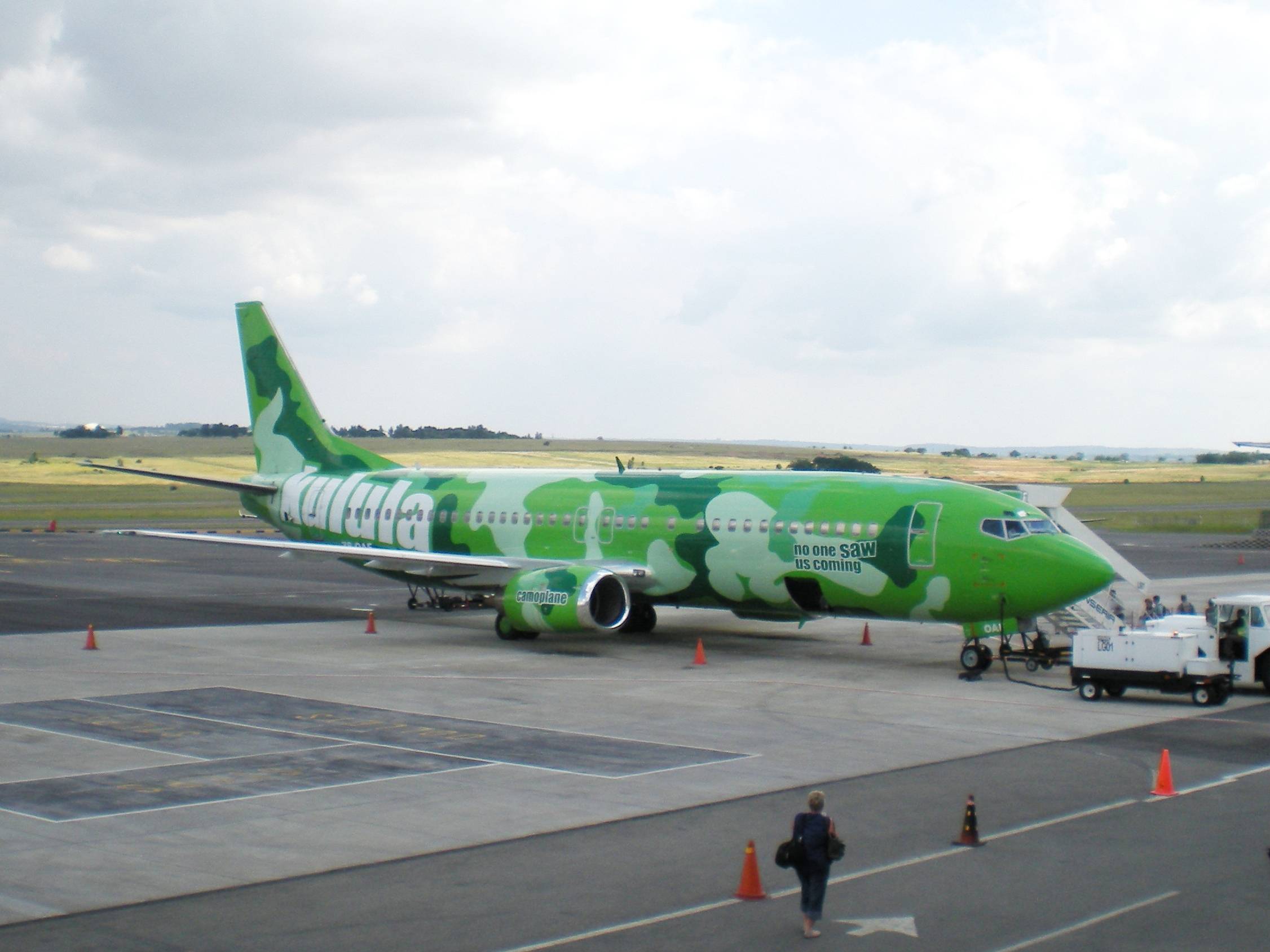
Літак авіакомпанії kulula.com в Аеропорту Лансер

kulula.com, що діє також як Kulula Air, — колишня південноафриканська бюджетна авіакомпанія зі штаб-квартирою в Кемптон-Парк (Екурхулені, Гаутенг, поблизу Йоганнесбурга, ПАР), що є дочірнім підрозділом регіонального перевізника Comair.
Авіакомпанія припинила свою діяльність 9 червня 2022 року.

Портом приписки компанії і її головним транзитним вузлом (хабом) є Міжнародний аеропорт імені О. Р. Тамбо в Йоганнесбурзі. Маршрутна мережа перевізника охоплює всі великі аеропорти ПАР, а також аеропорти Намібії, Маврикія, Замбії і Зімбабве.

## Історія
Авіакомпанія kulula.com заснована в липні 2001 року й почала операційну діяльність у наступному місяці. Компанія створена як дочірній підрозділ авіакомпанії Comair (яка сама працює за франчайзинговим договором з британським флагманом British Airways) для задоволення пасажирського попиту на авіарейси з квитками за цінами бюджетного рівня.

## Маршрутна мережа

### Африка
- Маврикій — Міжнародний аеропорт імені сера Сивусагура Рамгулама
- Намібія
  - Віндгук — Міжнародний аеропорт імені Хозеа Кутако
- Південна Африка
  - Кейптаун — Міжнародний аеропорт Кейптаун
  - Дурбан — Міжнародний аеропорт імені короля Чакі
  - Джордж — Аеропорт Джордж
  - Йоганнесбург — Міжнародний аеропорт імені О. Р. Тамбо, хаб
  - Лансер — Аеропорт Лансер
  - Порт-Елізабет — Аеропорт Порт-Елізабет
- Зімбабве
  - Хараре — Міжнародний аеропорт Хараре

## Флот
Станом на грудень 2012 року повітряний флот авіакомпанії kulula.com становили такі літаки з середнім віком авіапарку в 9 років:

## Лівреї
Літаки авіакомпанії мають широку популярність завдяки своїм унікальним, найчастіше в гумористичному ключі, розмальовках. Один з літаків kulula.com має ліврею з наочними вказівками і підписами до кожної частини фюзеляжу.

## Реклама
У 2010 році оргкомітет Міжнародної Федерації футболу подав скаргу на авіакомпанію kulula.com, яка запустила рекламу з новим слоганом «Неофіційний перевізник „Самі-Знаєте-Кого“» (англ. "Unofficial National Carrier of the You-Know-What"), після чого керівництво компанії було змушене зняти цей слоган з рекламних роликів.